# Cot Leupeue
Cot Leupeue är en kulle i Indonesien.   Den ligger i provinsen Aceh, i den västra delen av landet, 1 800 km nordväst om huvudstaden Jakarta. Toppen på Cot Leupeue är 57 meter över havet.
Terrängen runt Cot Leupeue är platt österut, men åt sydväst är den kuperad. Havet är nära Cot Leupeue åt nordost.Runt Cot Leupeue är det ganska glesbefolkat, med 47 invånare per kvadratkilometer. Omgivningarna runt Cot Leupeue är en mosaik av jordbruksmark och naturlig växtlighet.